# Колаки-Косьцельне
Колаки-Косьцельне (пол. Kołaki Kościelne) — деревня в Замбрувском повете Подляского воеводства Польши. Административный центр гмины Колаки-Косцельне. Находится примерно в 10 км к северо-востоку от города Замбрув. По данным переписи 2011 года, в деревне проживало 419 человек.
Населённый пункт появился в XV веке. Есть католический костёл (1834).